# کمه
کُمه شهری در بخش پادنا شهرستان سمیرم استان اصفهان ایران است.
کمه جنوبی‌ترین شهر استان اصفهان است. این شهر در کوه‌پایه‌های خاوری قله دنا قرار گرفته و منطقه‌ای سردسیر است.
چشمه بابا زرنگ، امامزاده بی بی گل خاتون مشرف بر شهر کمه، تپه وزیری معروف به (تل وزیری)/ طاقچه بت در شمال کمه/کلنجه کوه در جنوب کمه با پوشش گیاهی (گیاهان دارویی فراون) و جانوری فراوان از جاذبه های طبیعی شهر کمه میباشد. 

## مردم
اکثریت مردم این شهر از ایل لر هستند و به  و زبان  لری و عده ایی نیز به ترکی سخن می گویند.